# Le Midi libre
Ne doit pas être confondu avec Midi libre.
Le Midi libre est un quotidien algérien en langue française.